# Saline County (Arkansas)
Das Saline County ist ein County im US-Bundesstaat Arkansas. Der Verwaltungssitz (County Seat) ist Benton. Das County gehört zu den Dry Countys, was bedeutet, dass der Verkauf von Alkohol eingeschränkt oder verboten ist. Das Saline County ist Bestandteil der Metropolregion Little Rock.

## Geographie
Das County grenzt an das geografische Zentrum von Arkansas und hat eine Fläche von 1892 Quadratkilometern, wovon 18 Quadratkilometer Wasserfläche sind. Es grenzt an folgende Countys:
| Perry County      |  | Pulaski County |
| Garland County    |  |                |
| Hot Spring County |  | Grant County   |

## Geschichte
Das Saline County wurde am 2. November 1835 aus Teilen des Hempstead County und des Pulaski County gebildet. Benannt wurde es nach den in der Umgebung zur damaligen Zeit vorhandenen Salzminen.

## Demografische Daten

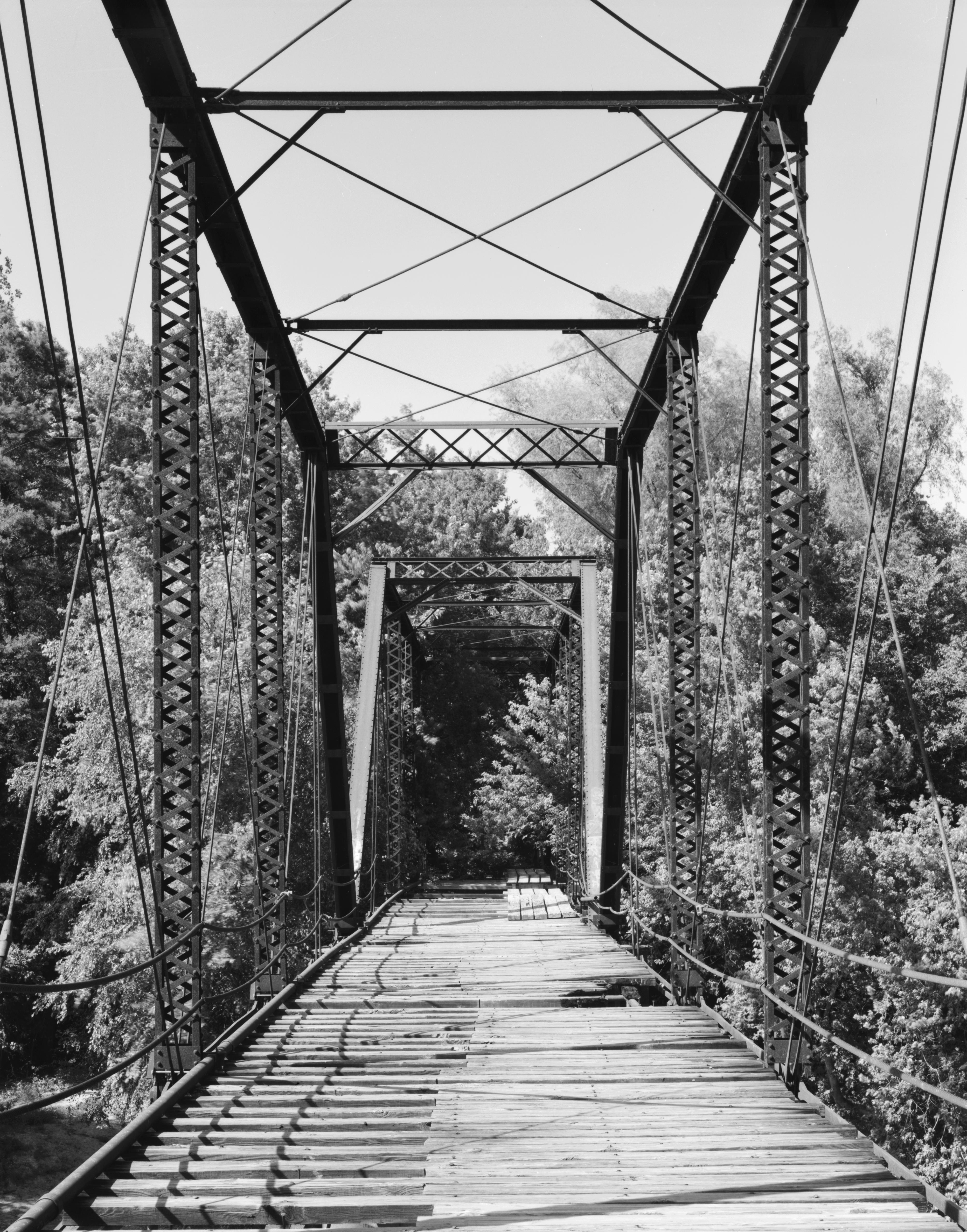
Old River Bridge (1988). Diese Brücke ist seit September 1977 im NRHP eingetragen.

Nach der Volkszählung im Jahr 2000 lebten im Saline County 83.529 Menschen in 31.778 Haushalten und 24.500 Familien. Die Bevölkerungsdichte betrug 45 Einwohner pro Quadratkilometer. Ethnisch betrachtet setzte sich die Bevölkerung zusammen aus 95,27 Prozent Weißen, 2,20 Prozent Afroamerikanern, 0,49 Prozent amerikanischen Ureinwohnern, 0,57 Prozent Asiaten, 0,03 Prozent Bewohnern aus dem pazifischen Inselraum und 0,45 Prozent aus anderen ethnischen Gruppen; 1,00 Prozent stammten von zwei oder mehr Ethnien ab. Unabhängig von der ethnischen Zugehörigkeit waren 1,30 Prozent der Bevölkerung spanischer oder lateinamerikanischer Abstammung.
Von den 31.778 Haushalten hatten 35,4 Prozent Kinder oder Jugendliche im Alter unter 18 Jahre, die mit ihnen zusammen lebten. 63,8 Prozent waren verheiratete, zusammenlebende Paare, 9,7 Prozent waren allein erziehende Mütter, 22,9 Prozent waren keine Familien. 19,6 Prozent aller Haushalte waren Singlehaushalte und in 7,5 Prozent lebten Menschen im Alter von 65 Jahren oder darüber. Die Durchschnittshaushaltsgröße lag bei 2,57 und die durchschnittliche Familiengröße bei 2,94 Personen.
25,5 Prozent der Bevölkerung waren unter 18 Jahre alt, 7,7 Prozent zwischen 18 und 24, 30,2 Prozent zwischen 25 und 44, 24,2 Prozent zwischen 45 und 64 und 12,5 Prozent waren 65 Jahre oder älter. Das Durchschnittsalter betrug 37 Jahre. Auf 100 weibliche kamen statistisch 98,1 männliche Personen und auf 100 Frauen im Alter von 18 Jahren und darüber kamen durchschnittlich 95,3 Männer.
Das jährliche Durchschnittseinkommen eines Haushalts betrug 42.569 USD, das Durchschnittseinkommen der Familien 48.717 USD. Männer hatten ein Durchschnittseinkommen von 32.052 USD, Frauen 23.294 USD. Das Prokopfeinkommen betrug 19.214 USD. 5,0 Prozent der Familien und 7,2 Prozent der Einwohner lebten unterhalb der Armutsgrenze.

## Kultur und Sehenswürdigkeiten

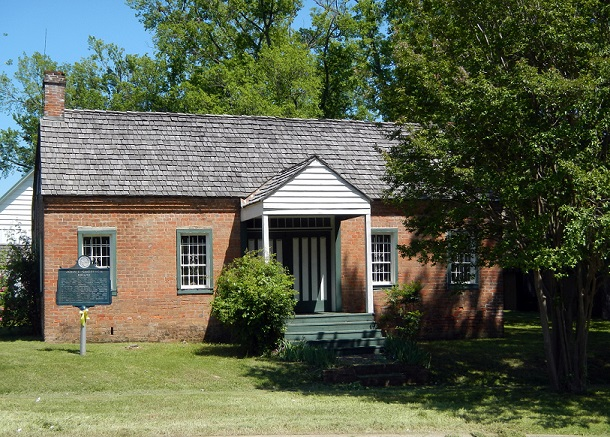
Shoppach House (2012). Das 1852 errichtete Wohnhaus wurde im Oktober 1975 als erstes Objekt des Countys im NRHP eingetragen.

21 Bauwerke, Stätten und historische Bezirke (Historic Districts) des Countys sind im National Register of Historic Places („Nationales Verzeichnis historischer Orte“; NRHP) eingetragen (Stand 13. Juli 2022), darunter das Gerichts- und Verwaltungsgebäude des County sowie zwei Brücken und ein Kino.

## Orte im Saline County
- Alexander
- Avilla
- Bauxite
- Bauxite Junction
- Benton
- Brooks
- Bryant
- Collegeville
- Congo
- Crows
- Detonti
- East End
- Goodman
- Haskell
- Hot Springs Village1
- Kentucky
- Lakeside
- Lignite
- Nance
- Owensville
- Paron
- Pine Haven
- Red Gate
- Reform
- Rubicon
- Salem
- Sardis
- Shannon Hills
- Shaw
- Traskwood
- Vimy Ridge

1 – teilweise im Garland County

Townships
- Banner Township
- Bauxite Township
- Beaver Township
- Bryant Township
- Dyer Township
- Fairplay Township
- Haskell Township
- Holland Township
- Hurricane Township
- Jefferson Township
- Kentucky Township
- Liberty Township
- Marble Township
- Newcomb Township
- Otter Township
- Owen Township
- Salem Township
- Shaw Township
- Smith Township
- Traskwood Township
- Union Township